# Charlie Scott
Charles Thomas Scott (né le 15 décembre 1948 à New York) est un ancien joueur américain de basket-ball. Il joua deux saisons en American Basketball Association (aujourd'hui disparue) et huit saisons en National Basketball Association (NBA).

## Carrière
Arrière d'1,96 m issu de Laurinburg Institute et de l'université de la Caroline du Nord à Chapel Hill, où il fut le premier Afro-Américain à obtenir une bourse d'athlète, ainsi que le premier à rejoindre une fraternité à l'université de Caroline du Nord en 1967.
Scott fut sélectionné par les Celtics de Boston en draft 1970, mais commença sa carrière aux Virginia Squires en ABA. Scott fut nommé « ABA Rookie of the Year » après avoir inscrit 27,1 points par match en 1971. Lors de sa deuxième saison avec les Squires, il obtint le record de la meilleure moyenne de points inscrits en ABA sur une saison (34,6 points par match). Cependant, il devint insatisfait de la vie en ABA et rejoignit alors l'équipe NBA des Suns de Phoenix en 1972.
Scott continua son jeu étincelant en NBA, représentant les Suns lors de trois All-Star Games consécutifs (1973, 1974 et 1975), puis intégra les rangs des Celtics de Boston lors de la saison 1975-1976 où il remporta un titre de champion NBA. Scott joua également pour les Lakers de Los Angeles et les Nuggets de Denver et il se retira en 1980 avec un total combiné de 14 837 points entre la ABA et la NBA.
Scott remporta la médaille d'or aux Jeux olympiques 1968 avec l'équipe des États-Unis.
En 2018, il est intronisé au Basketball Hall of Fame.

## Palmarès

### Palmarès international
- Médaillé d'or aux Jeux olympiques de Mexico en 1968

### Palmarès universitaire
- Nommé en 1969 et 1970 dans la NCAA College Basketball AP All-America 3rd Team[6]

### Palmarès ABA
- ABA Rookie of the Year et ABA All-Rookie Team en 1971[7]
- All-ABA 1st Team en 1971 et All-ABA 2nd Team en 1972[8]
- 2 participations au ABA All-Star Game (1971 et 1972)

### Palmarès NBA
- 3 participations au NBA All-Star Game (1973, 1974 et 1975)
- Champion en NBA en 1976 avec les Celtics de Boston